# Døtreskolen til Frederik V I.s Minde
Døtreskolen til Frederik VI.s Minde, även kallad Døttreskolen Fr.den 6tes Minde och Døttreskolen til Frederik den Sjettes Minde, var en skola i Köpenhamn i Danmark, grundad 1833 och verksam till 1919.  Den tillhörde de första skolor i Danmark, som gav en seriös sekundärutbildning till flickor.  
Skolan grundades som en Friskole for Pigebørn, eller Friskole for Døttre af Handelsklassen og Embedsstanden, det vill säga en friskola för döttrar till köpmän eller ämbetsmän. Det fick sitt formella namn efter kung Fredrik VI.  Den kallades också Camilla Whittes højere Pigeskole og Børnehave. 
Jämsides med sina föregångare, Døtreskolen af 1791 och Christianhavns Døtreskole, var den en av endast tre danska flickskolor före 1840-talet, som ansågs ge flickor en seriös sekundärutbildning. År 1845 var det den till elevantalet största skolan för flickor i Köpenhamn (och därmed i Danmark), och uppgavs då ha 105 elever.